# Judita odrubljuje glavu Holofernu (Caravaggio)
Judita odrubljuje glavu Holofernu slika je talijanskog slikara Caravaggia inspirirana biblijskim motivom, naslikana 1599. godine.
Na slici se vidi mrtvo tijelo generala (Holoferna) kojem je Judita, Židovkinja koja ga je zavela, odrubila glavu. Slika izaziva horor i iznenađenje za sve koji je prvi put vide, jer je Caravaggio uspio dočarati realizam i surovost. Judita je prikazana stojeći, veličanstvena i ravnodušna dok je njena sluškinja, koja joj pruža mač, prikazana nervoznom u isčekivanju što će se dogoditi. Ova slika je inspirirala i kasnije inačice ove priče slikara: Artemisia Gentileschia (Judita odrubljuje glavu Holofernu, 1620.) i Francisca de Goye (Judita i Holoferno, 1820.).

## Vanjske poveznice
- Analiza djela na ArteHistoria.com